# Isabel Durán Puertas
Isabel Durán Puertas (Madrid, 1964) es una historiadora del arte española especializada en el campo de la educación a través del arte.

## Trayectoria profesional
Es licenciada en Historia del arte por la Universidad Autónoma de Madrid especialista en educación en los museos. Ha trabajado en Nueva York en los Departamentos de Educación, de Pintura y Escultura del Museum of Modern Art MOMA y de Educación en el Museo Guggenheim  así como en DIA Center for the Arts. A nivel nacional ha dirigido los Departamentos de Educación del Centro Gallego de Arte Contemporáneo, CGAC, y del Museo de Arte Contemporáneo de Unión Fenosa. También ha elaborado materiales didácticos para la Fundación Juan March y la Fundación Botín.
Ha comisariado numerosos proyectos y exposiciones educativas como los proyectos de arte y educación promovidos por la Comunidad de Madrid, entre los que destacan los talleres "Arte para aprender a vivir". Es directora de programas de la Fundación Pryconsa a través de la que, desde el 2004, realiza el "Programa de Atención al Alumnado con Altas Capacidades Intelectuales" con la colaboración la Comunidad de Madrid. Durán fue responsable de la organización del I Congreso Internacional "Altas Capacidades: un desafío educativo" que se celebró en marzo de 2007.
Como feminista ha formado parte de la junta directiva de la asociación Mujeres en las Artes Visuales.

### Comisariados
Además de sus proyectos en el ámbito de la educación también ha comisariado varias exposiciones de arte contemporáneo como “Camino de Santos” mostrada en Madrid, Badajoz y Valencia entre 2008 y 2009, un diálogo entre el artista brasileño Nelson Leirner y el portugués Albuquerque Mendes.
En 2009 realizó la exposición “Libertad, Igualdad, Fraternidad” presentada en cuatro ciudades españolas que contó con 32 artistas entre los que se encuentran Antoni Abad, Daniel Canogar, Luis Gordillo, Antoni Muntadas...
En los últimos años ha comisariado proyectos como “Entre el cielo y la tierra. Doce miradas al Greco cuatrocientos años después” en el Museo Nacional de Escultura de Valladolid y en la Real Academia de Bellas Artes de San Fernando de 2014. En julio de 2015 dirige el curso “Artistas y coleccionistas, una relación decisiva para el arte contemporáneo” en la Universidad Internacional Menéndez Pelayo.
```
También es socia y colaboradora de la asociación MAV 
Mujeres en las Artes Visuales
.
```